# Coelioxys maculata
Coelioxys maculata là một loài Hymenoptera trong họ Megachilidae. Loài này được Friese mô tả khoa học năm 1913.
Loài này phân bố ở Zimbabwe.